# Luigi Vendramini
Luigi Vendramini (Brasilia, Distrito Federal, Brasil, 18 de enero de 1996) es un artista marcial mixto profesional brasileño que compite en la división de peso ligero de Ultimate Fighting Championship.

## Antecedentes
Vendramini empezó a practicar jiu-jitsu brasileño a los 12 años para perder peso, y un año después se pasó a las artes marciales mixtas. Su padre Augusto es un cinturón negro en jiu-jitsu brasileño, y puso a Vendramini en el camino de convertirse en un luchador, siendo su entrenador hasta el día de hoy.
Nacido en Brasil, Vendramini posee también pasaportes italiano y suizo por parte de su padre y de su madre, respectivamente.
Al estar alejado de la jaula durante 758 días tras su debut en la UFC, y al no poder cobrar por su trabajo como luchador, Vendramini decidió ayudar a su negocio familiar mientras tanto. Sus padres son productores de setas y regentan una panadería en Brasilia desde hace medio siglo.

## Carrera en las artes marciales mixtas

### Carrera temprana
Comenzando su carrera profesional en 2016, Vendramini compiló un récord invicto de 8-0 en la escena regional brasileña, ganando los 8 combates por medio de paradas.

### Ultimate Fighting Championship
Vendramini, como reemplazo de Belal Muhammad, subió de peso y se enfrentó a Elizeu Zaleski dos Santos con una semana de antelación el 22 de septiembre de 2018, en UFC Fight Night: Santos vs. Anders. Perdió el combate por nocaut en el segundo asalto.
Vendramini sufrió una lesión -una rotura del ligamento de la rodilla- que sintió en el primer asalto dejó a "El Semental Italiano" unos siete meses sin entrenar. Tras el periodo de inactividad, Vendramini tenía previsto enfrentarse a Nick Hein el 1 de junio de 2019 en UFC Fight Night: Gustafsson vs. Smith. Sin embargo, Vendramini se retiró del combate a finales de abril alegando un nuevo desgarro en la misma rodilla y la posterior operación, que le dejó sin poder competir durante ocho meses.
Tras la segunda operación, el médico dijo que el primer cirujano se equivocó al operar, lo que significa que perdió un año de su carrera por un error médico.
Vendramini hizo su segunda aparición en la organización contra Jessin Ayari el 4 de octubre de 2020 en UFC on ESPN: Holm vs. Aldana. Ganó el combate por nocaut técnico en el primer asalto. Esta victoria le valió el premio a la Actuación de la Noche.
Vendramini se enfrentó a Fares Ziam el 12 de junio de 2021 en UFC 263. Perdió el combate por decisión mayoritaria.
Vendramini se enfrentó a Paddy Pimblett el 4 de septiembre de 2021 en UFC Fight Night: Brunson vs. Till. Perdió el combate por nocaut en el primer asalto.

## Campeonatos y logros

### Artes marciales mixtas
- Ultimate Fighting Championship
  - Actuación de la Noche (una vez) vs. Jessin Ayari [13]

## Récord en artes marciales mixtas
| Resultado | Récord | Oponente                  | Método                                  | Evento                             | Fecha                    | Ronda | Tiempo | Localización      | Notas                                          |
| --------- | ------ | ------------------------- | --------------------------------------- | ---------------------------------- | ------------------------ | ----- | ------ | ----------------- | ---------------------------------------------- |
| Derrota   | 9-3    | Paddy Pimblett            | TKO (puñetazos)                         | UFC Fight Night: Brunson vs. Till  | 4 de septiembre de 2021  | 1     | 4:25   | Las Vegas, Nevada |                                                |
| Derrota   | 9-2    | Farès Ziam                | Decisión (mayoritaria)                  | UFC 263                            | 12 de junio de 2021      | 3     | 5:00   | Glendale, Arizona |                                                |
| Victoria  | 9-1    | Jessin Ayari              | TKO (patada en la cabeza y puñetazos)   | UFC on ESPN: Holm vs. Aldana       | 4 de octubre de 2020     | 1     | 1:12   | Abu Dhabi         | Regreso al peso ligero. Actuación de la Noche. |
| Derrota   | 8-1    | Elizeu Zaleski dos Santos | KO (rodillazo volador y puñetazos)      | UFC Fight Night: Santos vs. Anders | 22 de septiembre de 2018 | 2     | 1:20   | São Paulo         | Debut en el peso wélter.                       |
| Victoria  | 8-0    | Lucas Eurico              | TKO (puñetazos)                         | Samurai Fight 1                    | 7 de septiembre de 2018  | 1     | 3:57   | Brasilia          |                                                |
| Victoria  | 7-0    | Adriano Andre             | TKO (puñetazos)                         | Aspera FC 56                       | 19 de agosto de 2017     | 1     | 0:33   | Brasilia          |                                                |
| Victoria  | 6-0    | Geter Lírio               | Sumisión (estrangulamiento por detrás)  | The Warriors Combat 4              | 13 de mayo de 2017       | 1     | 2:45   | Brasilia          |                                                |
| Victoria  | 5-0    | David Alan Silva          | TKO (puñetazos)                         | IFC MMA Combat 6                   | 11 de marzo de 2017      | 1     | 0:10   | Ceres             |                                                |
| Victoria  | 4-0    | Robson Correira da Silva  | Sumisión (estrangulamiento de anaconda) | Centro Oeste Fight 6               | 17 de diciembre de 2016  | 1     | 1:16   | Brasilia          |                                                |
| Victoria  | 3-0    | João Paulo                | Sumisión (kimura)                       | Aspera FC 45                       | 8 de octubre de 2016     | 1     | 3:25   | Brasilia          | Debut en el peso ligero.                       |
| Victoria  | 2-0    | Odair Tarrafa             | Sumisión (estrangulamiento de anaconda) | Centro Oeste Fight 5               | 1 de julio de 2016       | 1     | 1:40   | Brasilia          |                                                |
| Victoria  | 1-0    | Guilherme de Carvalho     | TKO (puñetazos)                         | Magal Fight 1                      | 16 de abril de 2016      | 2     | 2:05   | Alexânia          | Debut en el peso pluma.                        |